# Crack (balón)
Crack fue el balón de fútbol oficial usado durante la Copa Mundial de 1962 realizada en Chile. Su diseño constaba de dieciocho paneles de cuero amarillo de cromo —doce hexagonales y seis rectangulares— con impresión negra, manufacturados en la industria local Curtiembres Salvador Caussade perteneciente a dicho francés y ensamblados en la compañía Fabricante Zamora ubicada en la comuna de San Miguel en la capital Santiago, propiedad del chileno Custodio Zamora, quien lo bautizó como un «deportista de extraordinaria calidad» según la Real Academia Española y lo patentó en el Ministerio de Economía, Fomento y Reconstrucción.
Fue el último del campeonato no elaborado por una multinacional —han seguido la británica Slazenger y la alemana Adidas—. La empresa de artículos deportivos Brine Chile, instalada en la comuna santiaguina de La Cisterna, adquirió la marca para fabricarlo y venderlo desde 2015 como celebración del cincuentenario de su vigencia. La Confederación Brasileña de Fútbol subastó en 2009 un ejemplar de la final autografiado por el plantel campeón. Es relacionado con el brasileño Garrincha, así como con los equipos chilenos: la Roja del '62 y el Ballet Azul.

## Comportamiento
Impulsó la instauración de la forma esférica regular en la pelota de fútbol, ya que fue la primera del torneo con segmentos concentrados que reemplazaron a las franjas como las presentes en las de voleibol, vistas hasta la edición siguiente de 1966. Logró una trayectoria y bote uniforme por su homogeneidad, así como una notoria mayor velocidad, potencia, alcance y precisión al reducir la fricción, lo que permitió acelerar el ritmo de juego, aumentar la magnitud del «chanfle» y viabilizar el remate «gol imposible». Priorizó la superficie continua con divisiones amplias, que otorgan mejor control —retomadas en 2006, 2010 y 2022— e incorporó la válvula de látex, que retiene el aire por más tiempo. Según los especialistas, tenía una estructura compleja y elegante, y su cubierta recibía abrasión. Hubo quejas de que pesaba al absorber agua con el ambiente húmedo y se desteñía expuesta al sol.
Fue designada por la Federación Internacional de Fútbol Asociación (FIFA) al ser la utilizada en la Primera División por la Federación de Fútbol de Chile, en la cual rodó durante cinco temporadas anuales, entre 1960 y 1964. Los organizadores dispusieron como reserva el modelo europeo del evento anterior de 1958: Top Star, solicitado por el árbitro inglés Ken Aston antes del partido inaugural entre Chile y Suiza en el Estadio Nacional para contar con el patrón tradicional, disponible desde el segundo tiempo y elegido muchas veces. Motivó a su compatriota Stanley Rous, el presidente de la FIFA, a aliarse con un proveedor fijo de prestigio global desde 1970 —Adidas—, el cual debía distribuirla anticipadamente entre los participantes y ya no ser suministrada por el país anfitrión, para evitar su ventaja, las sustituciones por desconocimiento o algún problema en la misma. Las federaciones y productores internacionales adoptaron el estilo por su innovación.

## «Santiago»

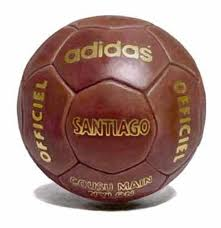
Versión renovada de los años 1990.

Inspiró al alemán Adolf Dassler, el dueño de la zapatería deportiva Adidas, a extender el giro con la confección de esféricos tras conocer la incomodidad que le causaba a los jugadores europeos y cuando «en su mayoría, eran pesados, marrones y autores de golpes dolorosos», expresó. Comenzó con Santiago —nombrado en homenaje a la ciudad de origen—, repitiendo el formato pero europeizado y refinado con su gran capacidad ingenieril, compuesto por dieciocho secciones de cuero naranja —doce octógonos irregulares y seis regulares— con letras negras en francés —el idioma preferido de la FIFA—, lanzado en 1963 y producido durante las décadas de 1960 y 1990, en esta última ofreciendo varios colores por conmemoración, como castaño con letras doradas. Compitió en la selección internacional convocada por la Asociación Inglesa de Fútbol en 1965 para la Copa Mundial de 1966 y sirvió como el de respaldo. Relanzó el armazón con la serie Team, aunque de material sintético y con sellado térmico desde 2017.